# Коломба де л’Изер, Марк
Марк Коломба́ де л’Изер (фр. Marc Colombat de l’Isère; 28 июня 1797, Вьен, — 20 июня 1851, Париж) — французский врач.
Учился медицине в Монпелье, Лионе, Страсбуре, Париже. В 1830 году организовал в Париже институт для заикающихся, в котором его система лечения заикания достигла значительных успехов и удостоилась премии Академии наук. Его главные работы «Traité de tous les vices de la parole et en particulier du bégaiement» (П., 3 изд. 1843), «Traité de maladies des femmes» (1839—1845) и «Mémoire sur l’histoire physiologique de la ventriloque» (1840).